# Jeppe Hein
Jeppe Hein (* 1974 in Kopenhagen) ist ein in Berlin lebender dänischer Bildhauer und arbeitet als Vertreter des White Cube und der kinetischen Kunst.

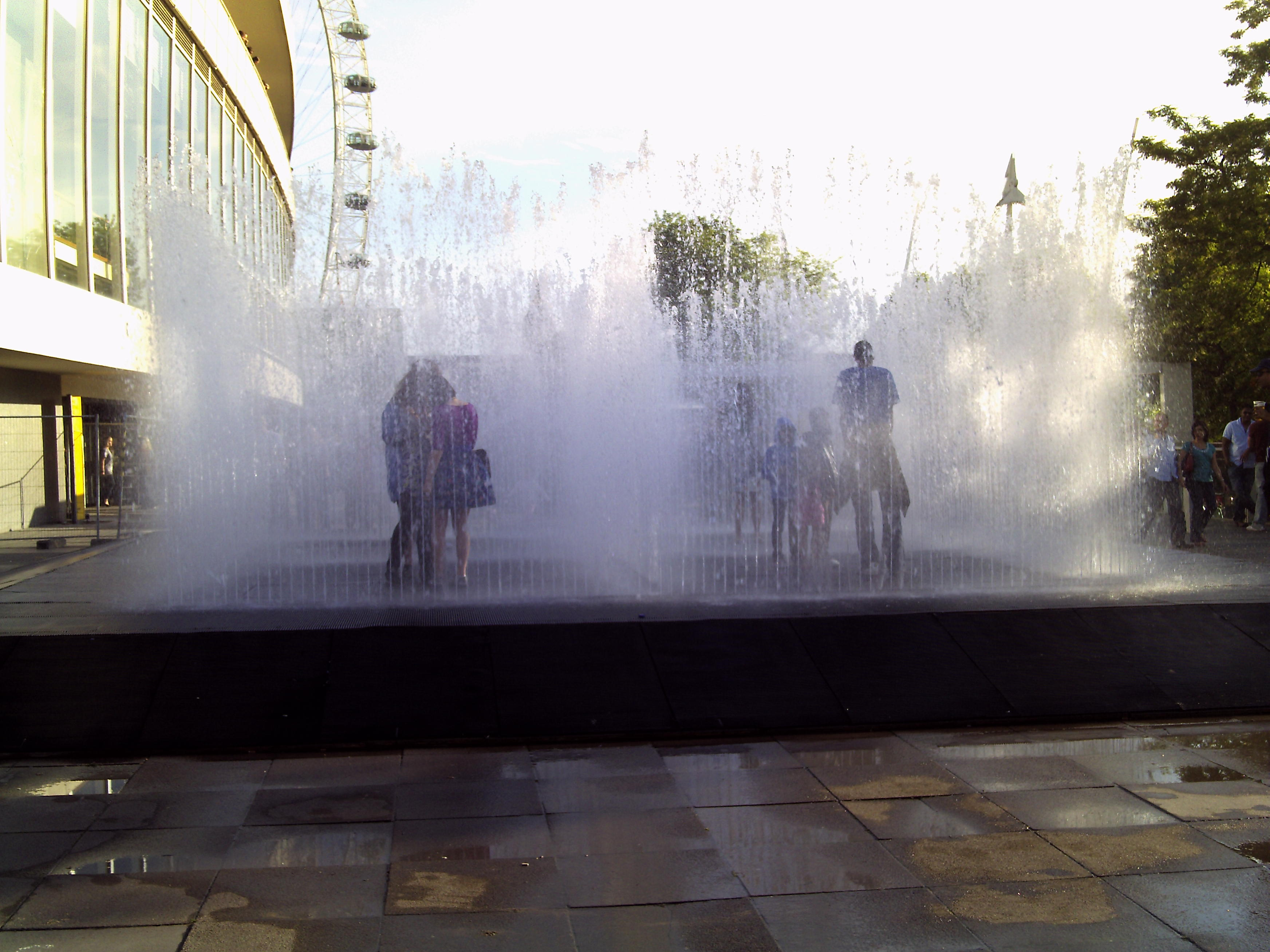
Jeppe Hein : Appearing Rooms in London

## Leben
Jeppe Hein studierte nach einer Schreinerlehre von 1997 bis 2003 an der Königlich Dänischen Kunstakademie. Zwischen 1999 und 2000 war er als Austauschstudent in Frankfurt am Main an der Städel-Hochschule für Bildende Künste. Er war Assistent von Ólafur Elíasson. Seine Arbeiten werden mittlerweile international ausgestellt, unter anderem in der Tate Liverpool (A Secret History of Clay), in der Galerie für Zeitgenössische Kunst in Leipzig (Performative Installation) und in New York im Museum P.S.1 (Flying Cube).
Jeppe Hein lebt mit seiner Frau und den gemeinsamen zwei Töchtern in Berlin.

## Werke (Auswahl)

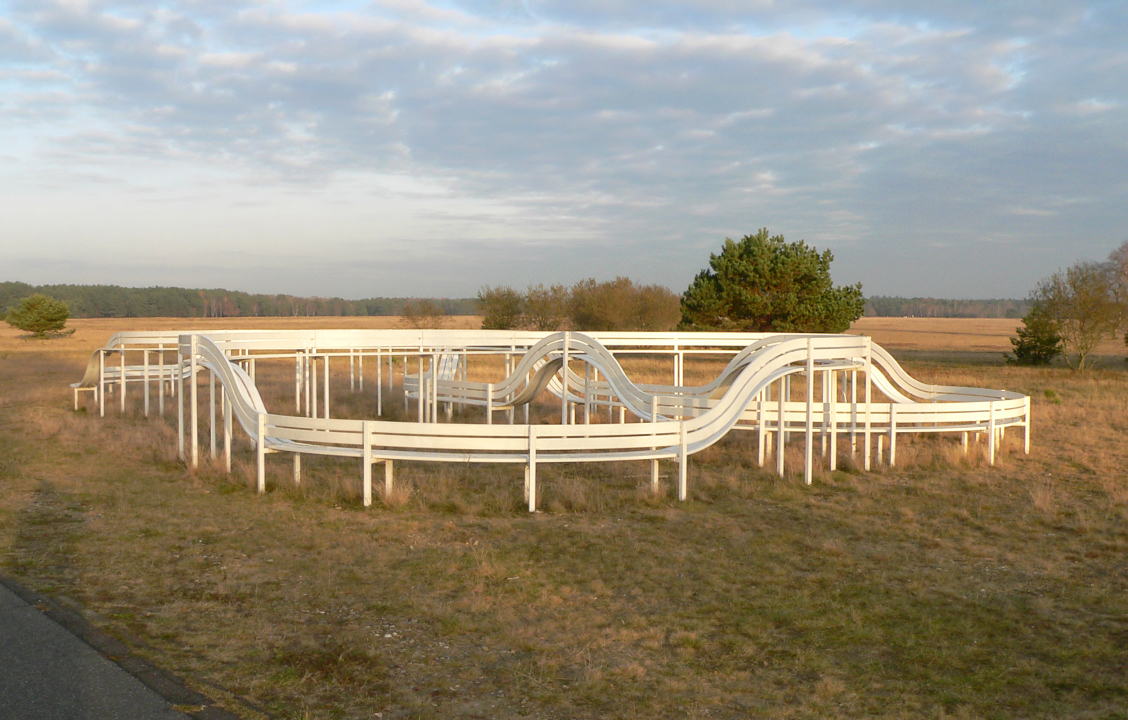
PARCOURS in Camp Reinsehlen

- 2002: Raum in Bewegung / Bewegung im Raum, Städtische Galerie im Lenbachhaus und Kunstbau, München[2]
- 2004: Brunnen „Changing Invisibility“ im Kieler Hiroshimapark[3]
- 2009: PARCOURS, Camp Reinsehlen
- 2013: Brunnen „Spaces between Trees & People“, München-Pasing
- 2015: Social Bench  #15, Bielefeld
- 2024: Gruppe tanzender Straßenlaternen „Entangled Emotions“, Frankfurt, vor Hochhaus Skyper

## Ausstellungen
- 2001: Jeppe Hein, Portikus, Frankfurt am Main.
- 2003: Take a Walk in the Forst at Sunlight, Kunstverein Heilbronn, Heilbronn.
- 2006: Jeppe Hein, Sprengel Museum, Hannover.
- 2009: Sense City 2009–2010, Århus.
- 2010: Emscherkunst.2010 mit dem Projekt Connecting Views.
- 2010/2011: 1 × Museum 10 × Rooms 11 × works, Neues Museum, Nürnberg.[4]
- 2012: Hexagonal Water Pavilion, Neues Museum, Nürnberg.[5], aufgrund der positiven Resonanz in Nürnberg wurde der Brunnen vom Museum gekauft und wird nun jedes Jahr aufgebaut.
- 2014: Vanitas – Ewig ist eh nichts. (Gruppenausstellung), Georg-Kolbe-Museum.[6]
- 2015: This Way, Kunstmuseum Wolfsburg.
- 2016: Jeppe Hein, Lehmbruck-Museum, Duisburg
- 2018: Einatmen – Innehalten – Ausatmen, Kunstmuseum Thun
- 2020: Today I Feel Like ..., Schirn Kunsthalle, Frankfurt am Main
- 2021: kunst findet stadt, 31. Juli bis 5. September 2021, Kurgarten des Kurhauses Baden-Baden[7]
- 2022: Distance, Konschthal Esch
- 2022: The best things in life aren't things, Herbert Gerisch-Stiftung, Neumünster
- 2022: Who are you really? Moderna Museet, Stockholm
- 2022: Changing Spaces, Rockefeller Center, New York City

## Auszeichnungen
- 2012 wurde Hein mit dem Robert-Jacobsen-Preis ausgezeichnet.